# Форначе (Комо)
Форначе (итал. Fornace) је насеље у Италији у округу Комо, региону Ломбардија.
Према процени из 2011. у насељу је живело 358 становника. Насеље се налази на надморској висини од 264 м.